# 쉬성밍
쉬성밍(중국어: 徐生明, 병음: Xú Shēngmíng, 한자음: 서생명, 1958년 9월 11일~2013년 8월 24일)은 대만의 야구인이다. 하카계 출신이며, 가오슝 현에서 태어났다. 중국 문화 대학을 졸업하였으며, 너클볼을 던지는 투수였다. 1988년을 끝으로 은퇴한 후 대만으로 돌아가 웨이취안 드래건스와 EDA 라이노스에서 감독을 역임하였다.

## 선수 경력
한국화장품 실업야구단에서 타이완 출신으로 영입되었으며 등번호 21번을 달고 활동했으며  한국 프로야구 데뷔도 노렸지만 당시 KBO가 외국인선수에 문호를 개방하지 않아  좌절됐다.

## 사망
2013년 8월 24일 그는 야구 경기가 종료된 후 산책하다 심근 경색으로 쓰러졌다. 이후 타이베이 시립 병원으로 옮겨졌지만 끝내 사망하고 말았다.

## 학력
- 중국 문화 대학